# Mwanza (distrikt)
Se även Mwanza (olika betydelser).
Mwanza District är ett distrikt i Malawi.   Det ligger i regionen Southern Region, i den södra delen av landet, 200 km söder om huvudstaden Lilongwe. Antalet invånare är 138 015. Mwanza District gränsar till Ntcheu District, Balaka District, Zomba District, Blantyre District och Chikwawa District. 